# サイゾンビー男爵
サイゾンビー男爵（英: Baron Sysonby、[ˈsaɪzənbi]）は、かつて存在したイギリスの男爵位。連合王国貴族爵位。ベスバラ伯爵家の分流にあたる廷臣フレデリック・ポンソンビーが1935年に叙されたが、孫のジョン・ポンソンビーが2009年に男子なく死去したことで廃絶した。なお、

## 歴史
初代男爵となるフレデリック・ポンソンビー(1867–1935)は、女王ヴィクトリア、国王エドワード7世、ジョージ5世の三代にわたり国王秘書官補を務めた廷臣である。彼は国王の私的な金庫番（国王手許金会計長官）も務めたが、長官を退任した年の1935年6月24日に連合王国貴族の「サリー州ワナーシュのサイゾンビー男爵（Baron Sysonby, of Wonersh in the County of Surrey）」に叙された。
2009年、初代男爵の孫にあたる3代男爵ジョン(1945–2009)が男子なく死去すると、サイゾンビー男爵位は廃絶した。

## サイゾンビー男爵（1935年）
- 初代サイゾンビー男爵フレデリック・エドワード・グレイ・ポンソンビー (1867–1935)
- 第2代サイゾンビー男爵エドワード・ガスパード・サイゾンビー（英語版） (1903–1956)
- 第3代サイゾンビー男爵ジョン・フレデリック・ポンソンビー (1945–2009)（2009年にサイゾンビー男爵位廃絶）